# ボエティウス

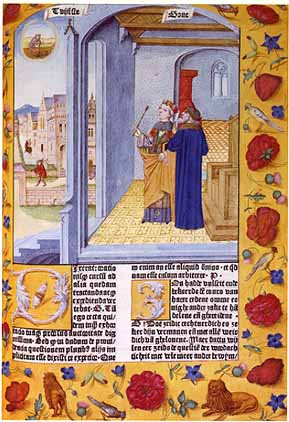
ボエティウス

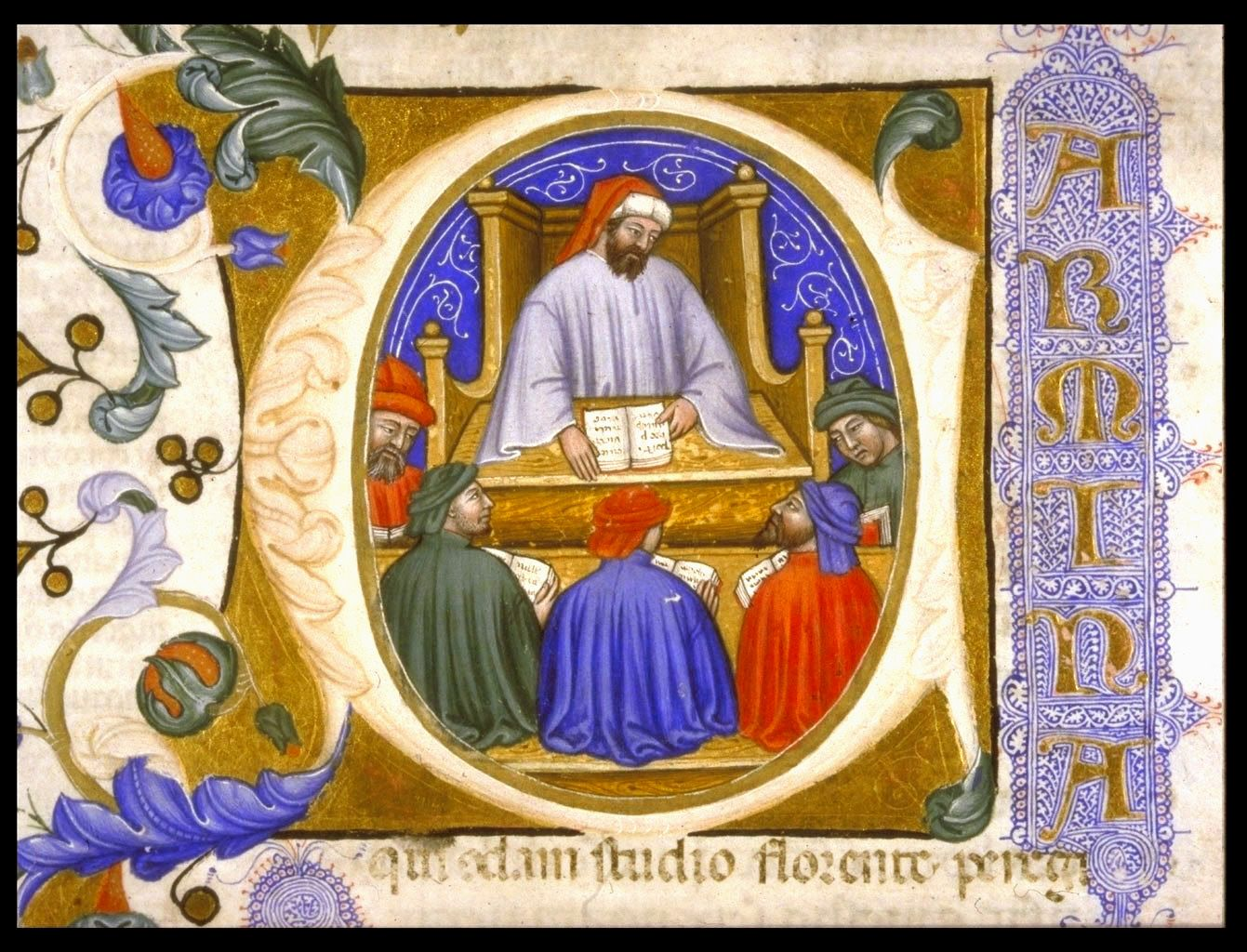

アニキウス・マンリウス・トルクアトゥス・セウェリヌス・ボエティウス（Anicius Manlius Torquatus Severinus Boethius、480年 - 524年か525年）は、古代ローマ末期のイタリアの哲学者、政治家、修辞学者。著作に『哲学の慰め』『音楽綱要』『エイサゴーゲー註解』など。

## 生涯と著作
ローマ貴族の家系に生まれ、幼くして孤児となり貴族シュンマクスに養われる。アテナイに留学し、帰国後は「水晶と象牙で飾られた書斎」で研究生活を送る。この前後に恩人シンマクスの娘の1人ルスティキアナ（姉妹にガッラ（聖人。550年に没）とプロバの2人）と結婚している。時のイタリア支配者、東ゴート王国のテオドリック王に仕官し、貨幣制度の改革などに関わる。次第に高位に昇り、510年には西ローマ帝国の執政官となる。522年には彼の息子2人も執政官となるほど王の信任を得ていたが、かつての執政官アルビヌスの反逆に与したという嫌疑でパヴィアに投獄され、処刑された。獄中で韻文混じりの散文で『哲学の慰め』（De consolatione philosophiae）を書き、慰めを古代哲学に求めている。  
ボエティウスの思想の根幹はプラトンとストア派にあり、理性により感情と外界の障害を克服しようとする。彼はアリストテレスの論理学をラテン語に翻訳し、これが中世のアリストテレス研究の端緒となった。また、アリストテレスにはじまる修辞学上のトポスの概念を確立して、中世のみならず20世紀、21世紀における議論学にも重要な影響をあたえた。ニコマコス、エウクレイデス、アルキメデス、プトレマイオスなどの著作も訳出しギリシア哲学・科学の紹介者として中世思想にも大きな影響を与えている。『三位一体論』（De trinitate）、『カトリック信仰論』（De fide catholica）、『エウティケスとネストリウスとを駁して』（Contra Eutycken et Nestorium）などの護教のための論文もある（偽書との説あり）。アリウス派の王に殺されたため、中世では教父の一人のような扱いを受け、「最初のスコラ哲学者」と評されることもある。
また彼は『音楽綱要』（De institutione musica、『音楽教程』）全5巻を著し、プトレマイオスの音階論を踏襲しながら、古代ギリシアの音楽論を伝承した。彼はこの本の中で、音楽を「世界の調和としての音楽（ムジカ・ムンダーナ）」「人間の調和としての音楽（ムジカ・フマーナ）」「楽器や声を通して実際に鳴り響く音楽（ムジカ・インストゥルメンターリス）」に分類している。この本は中世ヨーロッパにおいて広く影響を及ぼした。
アラビア式の記数法を初めてヨーロッパに紹介したとされる。

## 引用
1. ↑  旧訳に『哲学の慰め』畠中尚志訳、岩波文庫
2. ↑  田村三郎、コタニマサオ『新 図説数学史』現代数学社、2008年。ISBN 9784768703342

## 主な原典訳
- 『ボエティウス 哲学の慰め』渡辺義雄訳、筑摩書房〈世界古典文学全集26〉、1966年、復刊2005年ほか
- 『哲学のなぐさめ』松崎一平訳、京都大学学術出版会〈西洋古典叢書〉、2023年。ISBN 978-4814004249
- 『ボエティウス 音楽教程』伊藤友計訳、講談社学術文庫、2023年。ISBN 978-4065339640